# 大口亭綺譚
『大口亭綺譚』は、第5版のダンジョンズ&ドラゴンズ・ファンタジー・ロールプレイングゲーム用の日本語版アドベンチャー・シナリオ集であり、元来は『テールズ・フロム・ザ・ヨーニング・ポータル』(Tales from the Yawning Portal)として出版された。

## 概要
『大口亭綺譚』は、『ダンジョンズ&ドラゴンズ』の以前の版で出版されていたモジュールやアドベンチャーを更新して収録したシナリオ選集である。
収録されているモジュールは、第5版のルールでプレイできるように修正されており、異なるレベル帯のキャラクターに合わせて調整されているため、選集で紹介されている順番でアドベンチャーをプレイしたり、各自のキャンペーンに投入したりすることができる。
収録されているアドベンチャーは以下の通りである（掲載順。原本の出版年を付記）：
- 「地底の城砦(The Sunless Citadel)」（2000年）
- 「秘密の工房(The Forge of Fury)」（2000年）
- 「タモアチャンの秘密の神殿(The Hidden Shrine of Tamoachan)」（1980年）
- 「白羽山の迷宮(White Plume Mountain)」（1979年）
- 「死の国サーイ(Dead in Thay)」（2014年）
- 「巨人族を討て(Against the Giants)」（1981年）
- 「恐怖の墓所(Tomb of Horrors)」（1978年）

## 出版履歴
『テールズ・フロム・ザ・ヨーニング・ポータル』は、2017年3月24日に各地のゲーム販売店で発売され、その後2017年4月4日にそれ以外の小売店を通じて発売された。日本語版『大口亭綺譚』は、2018年12月にホビージャパンが発行した
。

## 評判
「デストラクトイド」、「ブリーディング・クール」、『ペーストマガジン』誌のいずれも、アドベンチャー『ストーム・キングズ・サンダー』の、より直線的な構造とは異なる、この選集のモジュール性を強調している。『ペーストマガジン』誌の論評で、キャメロン・クンゼルマンは「『テールズ・フロム・ザ・ヨーニング・ポータル』は、懐かしさと新規プレイヤーのための容易な利用の間の境界線上にある」 と述べ、「あらゆる種類の『D&D』プレイヤーとDM達のためのちょっとした何かを持っている」 と記している。
ビデオゲームサイト「ポリゴン」の最新の『トゥーム・オブ・ホラーズ』の論評では、チャーリー・ホールは「この新版で公開されたトゥーム・オブ・ホラーズには非常に優れた注釈が付けられている。部屋から部屋へとキャラクター達を移動させるのに苦労することはないはずだ。しかしながら、あなたを悩ませるかもしれないのは、部屋そのものの説明だ。この新版ではイラストが目立って少なく、ガイギャックスによる説明文は現代の標準からすると少々時代遅れに感じるかもしれない」 と述べている。
『テールズ・フロム・ザ・ヨーニング・ポータル』は、2017年のエニー賞で審査員注目賞の受賞作の1つとなった。